# 中右次泰
中右 次泰（なかう　つぎひろ）は、日本の柔道家。階級は71kg級。

## 経歴
天理大学2年の時に新人体重別71kg級で3位となった。4年の時には講道館杯で3位になった。優勝大会では3位だったが優秀選手に選ばれた。体重別では3位だったものの、全日本学生選手権で優勝すると、ポーランドのヴロツワフで開催された世界学生では優勝を成し遂げた。
1981年には滋賀県教育委員会の所属となると、講道館杯で3位になった。1982年には天理大学の職員として体重別で3位になった。1983年の講道館杯と体重別ではともに3位だった。1984年にはアジア選手権で優勝した。体重別では決勝まで進むも、国士舘大学教員の西田孝宏に敗れた。1985年には滝川高校の教員となると、体重別では決勝で再び西田に敗れて2位だった。
引退後は全国高体連柔道専門部副部長となった。また、2013年には全日本柔道連盟の理事に就任した。

## 戦績
- 1978年 -　新人体重別　3位
- 1980年 -　講道館杯　3位
- 1980年 -　優勝大会　3位
- 1980年 -　全日本学生選手権　優勝
- 1980年 -　体重別　3位
- 1980年 -　世界学生　個人戦　優勝
- 1981年 -　講道館杯　3位
- 1982年 -　体重別　3位
- 1983年 -　講道館杯　3位
- 1983年 -　体重別　3位
- 1984年 -　アジア選手権　優勝
- 1984年 -　体重別　2位
- 1985年 -　体重別　2位

(出典、JudoInside.com)。